# Ivan Petrovič Larionov
Ivan Petrovič Larionov in russo Ива́н Петро́вич Ларио́нов? (Perm', 23 gennaio 1830 – Saratov, 22 aprile 1889) è stato un compositore e scrittore russo.

## Biografia
Larionov nacque in una nobile famiglia di Perm' e studiò musica a  Mosca. Fu educato nel primo corpo di cadetti (1839-48), studiò nel coro studentesco, fece progressi nel canto e successivamente divenne reggente di quel coro. Quindi prestò servizio come ufficiale nel reggimento di fanteria, durante il servizio scrisse diversi romanzi.
Nel 1858 si ritirò, si stabilì nella provincia di Saratov, divenne il revisore della musica del "Foglio informativo di Saratov", ma viaggiò anche ampiamente in tutto l'Impero russo, raccogliendo canzoni popolari russe per un totale di circa quattrocento.
Più tardi, Larionov lasciò Saratov per diversi anni, durante i quali scrisse la grande opera La giovane contadina. Secondo uno dei suoi contemporanei, "Questa opera è stata eseguita più volte nel 1875 a San Pietroburgo sul palco del club di artisti e l'autore è stato chiamato più volte al proscenio dal pubblico".
Morì a  Saratov, nel 1889, per un cancro allo stomaco.
Viene maggiormente ricordato per aver composto la famosa canzone russa Kalinka, da lui creata nel 1860.